# Andrés Iduarte
Andrés Iduarte Foucher (Villa Hermosa de San Juan Bautista, Tabasco, México; 1 de mayo de 1907 – Ciudad de México, 16 de abril de 1984) fue un destacado ensayista mexicano. Fue miembro correspondiente de la Academia Mexicana de la Lengua en Nueva York.

## Biografía
Andrés Iduarte Foucher nació en 1 de mayo de 1907, en Villahermosa, Tabasco, que en ese entonces tenía el nombre de San Juan Bautista. Tras la llegada del conflicto de la Revolución mexicana a Tabasco en 1914 su familia emigró de San Juan Bautista, residiendo temporalmente en Ciudad del Carmen, Campeche y Mérida, para después regresar a San Juan Bautista una vez restablecido el orden; esta experiencia habría de ser plasmada años más tarde en su libro autobiográfico Un niño en la Revolución Mexicana. En 1919 su familia se mudó a la Ciudad de México, por razones de salud de su hermana Eloísa, quien había contraído influenza española. En la Ciudad de México continuó sus estudios en el Colegio Dr. Hugo Topf y en el Colegio Mexicano, y realizó sus estudios secundarios en la Escuela Nacional Preparatoria entre 1922 y 1925. En 1926 se inscribió en la Facultad de Derecho de la Universidad Nacional. Influenciado por las ideas de José Vasconcelos, fue impulsor de la autonomía de la Universidad Nacional Autónoma de México (UNAM).
Entre 1928 y 1930, Andrés Iduarte viaja a París y se incorpora a la Asociación de Estudiantes Latinoamericanos (AGELA), por medio de la cual logra conocer a otras personalidades latinoamericanas como Carlos Quijano, Miguel Ángel Asturias, César Vallejo, Gustavo Machado, Eduardo Machado, Manuel Ugarte y Gabriela Mistral. En 1930, contando apenas 23 años, se hace profesor de historia de la Escuela Nacional Preparatoria y dirige la Revista de la Universidad Nacional En España continua sus estudios en la Universidad Central de Madrid, y es secretario de la Federación Universitaria Hispano-Americana, miembro de la Federación Universitaria Escolar, y secretario de la Sección Iberoamericana del Ateneo de Madrid. Reside ahí por seis años, durante los cuales defendió la causa republicana antes de la guerra civil, en la cual participó también activamente en las trincheras.
A partir de 1939 Andrés Iduarte se convierte profesor de literatura hispanoamericana en la Universidad de Columbia, universidad de la cual se había doctorado., donde permanece hasta 1952.
En 1952 fue designado director general del Instituto Nacional de Bellas Artes (INBA), donde tuvo de colaboradores a Andrés Henestrosa, Celestino Gorostiza, José Durón y Pedro Ramírez Vázquez, quienes eran jefes de los departamentos de literatura, teatro, música y arquitectura, respectivamente. En 1955 fue destituido del cargo por el entonces presidente Adolfo Ruiz Cortines, por haber permitido que la bandera soviética fuera puesta sobre el féretro de Frida Kahlo en su sepelio, conforme sus convicciones.
A partir de 1961, Andrés Iduarte regresa a la Universidad de Columbia donde habría de llegar a ser profesor emérito.
Entre los reconocimientos que recibió destaca el primer premio de la Comisión Procentenario de Martí, por ensayo escrito por extranjeros en La Habana, 1951, por su trabajo Martí, escritor. El 17 de julio de 1978, la Universidad Juárez Autónoma de Tabasco y el gobierno del estado de Tabasco le reconocen con el Premio Juchimán de Plata en Artes.
Andrés Iduarte se casó dos veces con la misma mujer, Graciela Frías Amescua, más nunca tuvieron hijos. El 16 de abril de 1984, Andrés Iduarte murió en la Ciudad de México.

## Obras
- El libertador Simón Bolívar (1931)
- Homenaje a Bolívar (1931)
- El problema moral de la juventud mexicana (1932)
- En el fuego de España (1933)
- Pláticas hispanoamericanas (1934)
- Veinte años con Rómulo Gallegos (1934)
- Martí, escritor (1944), tesis doctoral en la Universidad de Columbia.
- México en la nostalgia (1944)
- Sarmiento: a través de sus mejores páginas (1949)
- Un niño en la Revolución Mexicana (1951)
- La isla sin veneno (1954), conferencia pronunciada en la Universidad de Oriente el 16 de octubre de 1954
- Sarmiento, Martí y Rodó (1955)
- Gabriela Mistral, santa a la jineta (1958)
- Don Pedro de Alba y su tiempo (1963)
- Tres escritores mexicanos (1967)
- El mundo sonriente (1968)
- Preparatoria (1983)
- Lunes de El Nacional (1970)
- Diez estampas mexicanas (1971)
- Hispanismo e hispanoamericanismo (1983)
- Semblanzas (1984)

## Escuelas en su honor
Dos escuelas llevan su nombre, la Escuela Secundaria General Estatal Andrés Iduarte (en Comalcalco, Tabasco) y el Colegio Andrés Iduarte (en la localidad de Arena).